# Isola della Colombaia
Isola della Colombaia è un'isola dell'Italia, in Sicilia.
Amministrativamente appartiene a Trapani, comune italiano capoluogo di provincia.
Ospita l'omonima fortezza.